# Betty Cuthbert
Elizabeth "Betty" Alyse Cuthbert, AM MBE (Sydney, 20 de abril de 1938 – Perth, 6 de agosto de 2017) foi uma velocista e campeã olímpica australiana, detentora de quatro medalhas de ouro em provas de velocidade conquistadas nos Jogos Olímpicos de Melbourne 1956 e Tóquio 1964. Durante sua carreira, ela estabeleceu dezesseis recordes mundiais femininos nas distâncias de 60 m rasos, 100 jardas, 200 m rasos e 440 jardas, também contribuindo nas equipes de revezamento australianas que estabeleceram recordes em quatro distâncias diferentes. É o único atleta da história a ter ganho medalhas de ouro olímpicas nos 100 m, 200 m  e 400 m rasos.
Em 2012, foi imortalizada no Hall da Fama do atletismo, criado no mesmo ano como parte das celebrações pelo centenário da IAAF.

## Carreira
Aos dezoito anos, pouco antes da realização dos Jogos Olímpicos de Melbourne, em seu país natal, Cuthbert quebrou o recorde mundial dos 200 m rasos femininos, o que a tornou uma das favoritas para a medalha de ouro da prova nos Jogos vindouros. Mesmo assim, era tão insegura de suas possibilidades de integrar o time australiano, que comprou entradas para assistir os Jogos como simples espectadora. Em Melbourne, primeiro ela participou dos 100 m rasos, quando estabeleceu um novo recorde olímpico nas eliminatórias - 11s 4 - enquanto a recordista australiana da distância, Shirley Strickland, era eliminada antes da final. Cuthbert ganhou a prova e a primeira medalha de ouro olímpica, tornando-se a favorita para o ouro também nos 200 m, sua especialidade. Ela venceu novamente, correspondendo às expectativas, e tornou-se a "Garota Dourada" australiana daqueles Jogos. Da noite para o dia, no curso de uma semana, Betty havia se transformado numa das maiores celebridades de seu país, inclusive sendo convidada para jantar com a rainha Elizabeth II e o príncipe Phillip na Vila Olímpica. Poucos dias depois, ganhou a terceira medalha de ouro como integrante da revezamento 4x100 m feminino australiano, que quebrou o recorde mundial da prova.

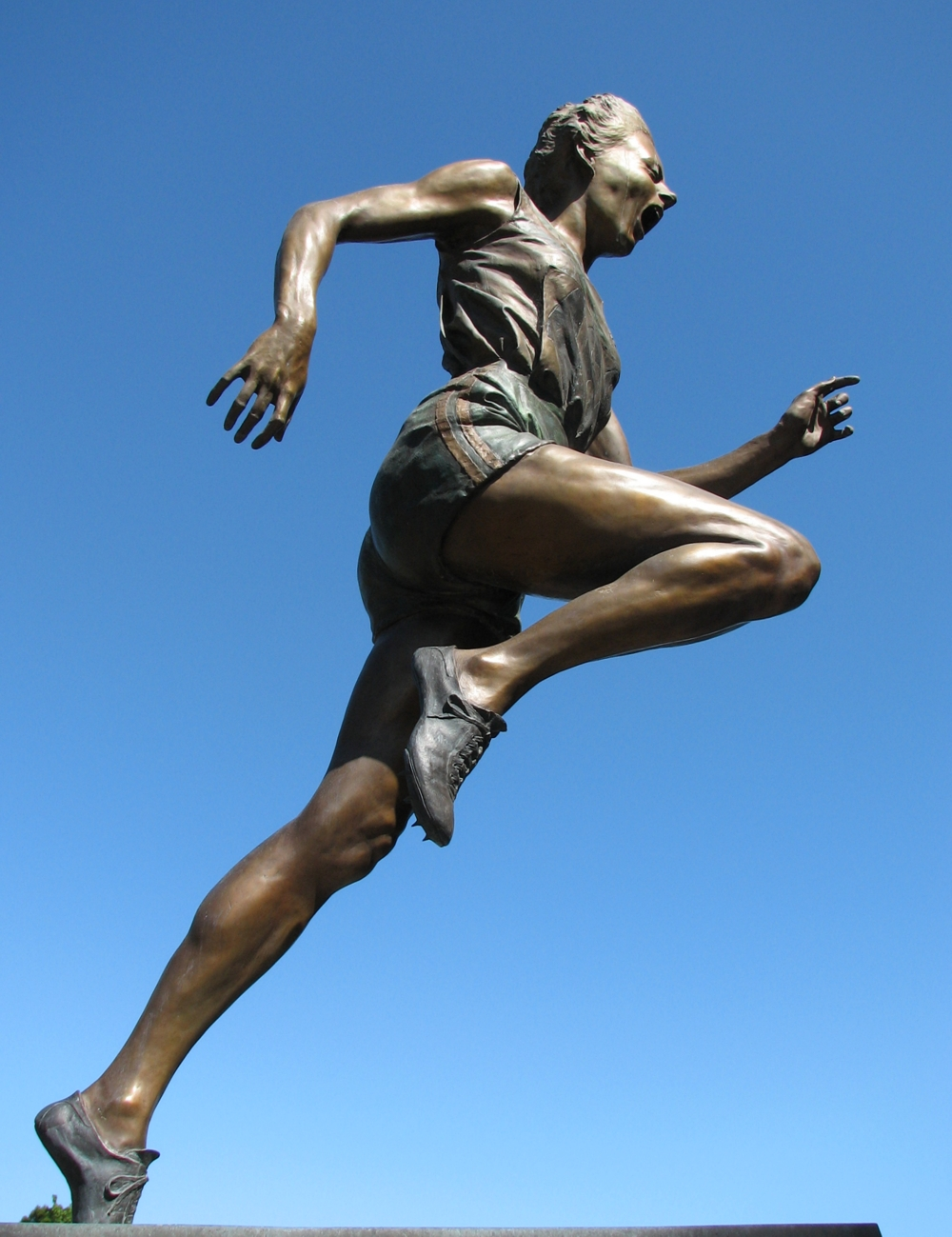
Estátua de Betty em Melbourne.

Entre 1956 e 1960, antes dos Jogos de Roma, Betty quebrou diversos recordes mundiais de provas de velocidade, entre eles as 100 e 220 jardas, e os 200 m rasos femininos - 23s 2 - quando venceu o campeonato australiano de atletismo, apesar de sofrer algumas derrotas para atletas compatriotas. Nos Jogos, porém, contundida, acabou sendo eliminada ainda nas fases classificatórias e anunciou sua retirada do atletismo, aos 22 anos. Sua aposentadoria durou pouco entretanto, com ela retornando em 1962 para ajudar a equipe do revezamento 4x100 m a ganhar a medalha de ouro nos Jogos da Comunidade Britânica, realizados naquele ano em Perth, na Austrália.
Após isso, Betty passou a concentrar-se nos 400 m rasos, que seria uma distância disputada pela primeira vez pelas mulheres em Tóquio 1964. No Japão, apesar de um desempenho apenas razoável nas eliminatórias e semifinais, Cuthbert ganhou a final e sua quarta medalha de ouro olímpica, batendo as favoritas adversárias britânicas. Após este feito, finalmente retirou-se do atletismo.
Nos Jogos Olímpicos de Sydney, em 2000, ela foi uma das atletas que participou no estádio da condução da tocha olímpica, o que fez numa cadeira de rodas sob a ovação de seus compatriotas, pois desde 1969 sofria de esclerose múltipla, que a manteve pelo resto da vida numa cadeira de rodas apesar de ter sempre um espírito positivo para a vida e vivia recolhida, com raras aparições públicas.  Morreu em 2017, aos 79 anos, em sua casa em Perth, no oeste da Austrália.
Em 2012, durante sua última aparição pública quando foi a Barcelona  para receber a homenagem de sua inclusão no Hall da Fama da Federação Internacional de Atletismo – IAAF, o jornalista australiano Peter Fitzsimons escreveu sobre o momento: "O destaque da noite para ela veio quando o mais famoso homenageado naquela cerimônia, Usain Bolt, dirigiu-se a ela, curvou-se, tocou-a com ternura no ombro e disse: 'Quatro medalhas de ouro e dezesseis recordes mundiais.........uau!.......você realmente podia correr....'. Sim, ela podia".